# مارك جاي هدسون
مارك جاي هدسون (بالإنجليزية: Mark J. Hudson)‏ هو عالم إنسان ومؤرخ أمريكي، ولد في 10 يوليو 1963.